# Ochrona środowiska

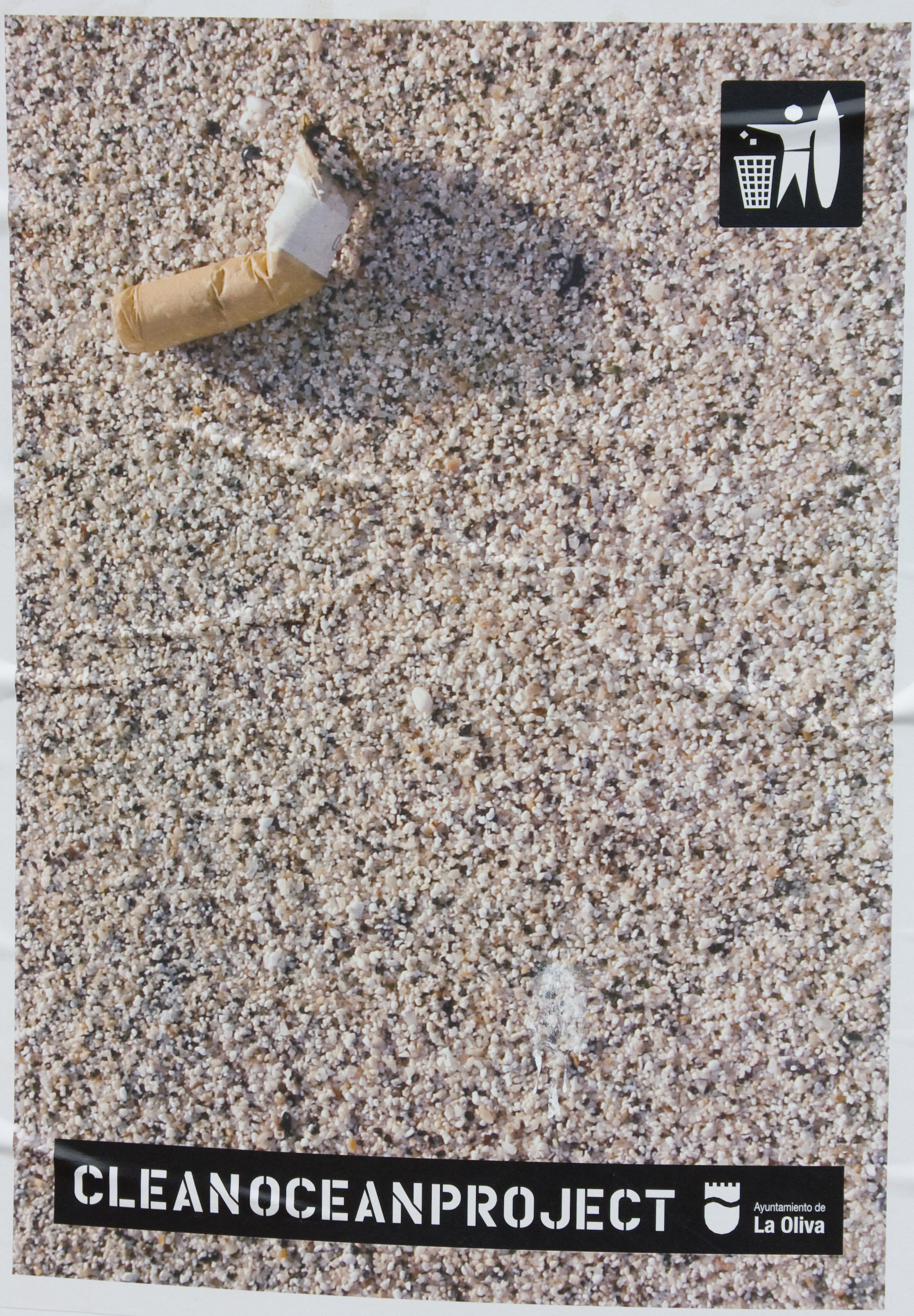
Plakat organizacji Clean Ocean Project

Ochrona środowiska – całokształt działań zmierzających do naprawienia wyrządzonych szkód lub zapobiegających wyrządzeniu szkód fizycznemu otoczeniu lub zasobom naturalnym, jak też działania zmierzające do zmniejszenia ryzyka wystąpienia takich szkód, bądź zachęcające do efektywnego wykorzystywania zasobów naturalnych, w tym środki służące oszczędzaniu energii i stosowania odnawialnych źródeł energii.
Nauka o ochronie środowiska to sozologia.
Sposoby ochrony środowiska:
- racjonalne kształtowanie środowiska i gospodarowanie zasobami środowiska zgodnie z zasadą zrównoważonego rozwoju,
- przeciwdziałanie zanieczyszczeniom,
- utrzymywanie i przywracanie elementów przyrodniczych do stanu właściwego,
- recykling, czyli segregowanie odpadów w celu ich ponownego użycia.

W Polsce obowiązek ochrony środowiska reguluje ustawa z dnia 27 kwietnia 2001 roku Prawo ochrony środowiska (Dz.U. z 2021 r. poz. 1973).
Kwestia ochrony środowiska jest często wykorzystywana  jako argument w walce rdzennych ludów przeciw (efektowi) globalizacji ingerującej w ich życie. Nauka stosowana o ochronie środowiska dzieli się na dwa nurty: główny „antropocentryczny” lub hierarchiczny, i bardziej radykalny „ekocentryczny” lub egalitarny. Termin ochrona środowiska jest związany z innymi współczesnymi terminami takimi jak: edukacja ekologiczna, ekozarządzanie, wydajność w gospodarowaniu zasobami środowiska i minimalizacja zanieczyszczeń, odpowiedzialność środowiskowa oraz ekoetyka.

## Historia
Idea ochrony środowiska ma swoje początki w drugiej połowie XIX wieku. W Europie wyrosła ona z ruchu będącego reakcją na dynamiczny proces industrializacji i rozrastania się miast, oraz coraz większy stopień zanieczyszczenia powietrza i zanieczyszczenia wody. W Stanach Zjednoczonych powstała w wyniku rosnącej obawy o stan zasobów naturalnych na zachodzie kraju, poparta kluczowymi odniesieniami filozoficznymi tak wybitnych jednostek jak John Muir, czy Henry David Thoreau. Thoreau bardzo interesowały związki człowieka z naturą i aby zgłębić wiedzę na ten temat postanowił przez pewien czas wieść pustelnicze życie na łonie natury. Empiryczne doświadczenia opublikował później w swym utworze zatytułowanym „Walden, czyli życie w lesie”. Muir natomiast zdołał uwierzyć w dziedziczne prawo natury, podróżując po Dolinie Yosemite i studiując ekologię i geologię. Przekonał również Kongres do utworzenia Parku Narodowego Yosemite, stając się następnie założycielem Sierra Club (amerykańska organizacja na rzecz ochrony środowiska).
Zarówno konserwatorskie priorytety, jak i wiara w dziedziczne prawo natury stanowią podwaliny dla dzisiejszych działań na rzecz ochrony środowiska. W XX wieku popularność i poziom wiedzy na temat środowiska stale rosły. Podejmowano kolejne próby ratowania zagrożonych wymarciem gatunków, a w szczególności bizona. Dopiero wyginięcie gatunku gołębia wędrownego pomogło zwolennikom ochrony środowiska skupić na sobie uwagę innych ugrupowań i umożliwiło naświetlenie istoty problemu. Na skutek ich działań, prezydent Woodrow Wilson powołał w 1916 roku National Park Service, agencję federalną Stanów Zjednoczonych, której zadaniem jest dbanie o zasoby naturalne i historyczne kraju.
Książka Aldo Leopolda, „Zapiski z Piaszczystej Krainy”, została wydana w 1949 roku. Jest ona wyrazem jego głębokiego przekonania o ludzkiej powinności poszanowania środowiska naturalnego. Wszelkie działania wbrew naturze Leopold uważał za wysoce niemoralne. „Zapiski z Piaszczystej Krainy” to jedno z najbardziej wpływowych  dzieł literatury o tej tematyce.
W latach sześćdziesiątych XX wieku propagowana przez jednostki troska o środowisko naturalne zatoczyła szersze kręgi, przekształcając się w ruch społeczny o sprecyzowanej ideologii. W 1962 roku wydawnictwo Houghton Mifflin opublikowało książkę autorstwa amerykańskiej biolog Rachel Carson, zatytułowaną „Milcząca wiosna”. Książka omawia m.in. wpływy nieograniczonej emisji środków owadobójczych DDT na środowisko. Jednocześnie zwraca uwagę na dotychczasową ignorancję wobec rzeczywistych skutków emisji pestycydów, a także ich wpływu na zdrowie człowieka. Według autorki, środki owadobójcze i inne pestycydy mogą stanowić przyczynę nowotworów, a ich szerokie zastosowanie w rolnictwie jest jawnym zagrożeniem dla życia wielu gatunków zwierząt, w szczególności ptaków. Książka przyczyniła się do wzrostu społecznej obawy o losy środowiska, i w następstwie do utworzenia w 1970 roku Environmental Protection Agency (EPA lub USEPA), agencji federalnej Stanów Zjednoczonych działającą w celu ochrony zdrowia ludzkiego i środowiska naturalnego. W 1972 wprowadziła ona całkowity zakaz wykorzystywania pestycydów na terenie kraju. Utrzymywane w wielu rejonach świata ograniczenie emisji pestycydów nadal wzbudza wiele kontrowersji. Celem książki Rachel Carson było wzbudzenie większego zainteresowania środowiskiem naturalnym, oraz wpłynięcie na wzrost społecznej świadomości na temat ludzkiego oddziaływania na środowisko. W rezultacie wzrosło także zainteresowanie problemem zanieczyszczenia powietrza oraz wyciekami ropy i innych szkodliwych substancji w akwenach. Publiczna troska o środowisko przejawiła się również w utworzeniu specjalnych organizacji na rzecz jego ochrony, m.in. Greenpeace czy Przyjaciele Ziemi.
W latach siedemdziesiątych w Indiach został utworzony ruch Chipko. Jego członkowie zainspirowani filozofią Mahatmy Gandhiego sprzeciwiali się wycinaniu lasów dosłownie przytulając się do drzew. Ich pokojowe protesty, oraz slogan 'Ekologia to ekonomia’ okazały się niezwykle wpływowe.
W połowie lat siedemdziesiątych wielu ludziom wydawało się, że świat znalazł się na krawędzi katastrofy ekologicznej. Odrodził się ruch 'powrotu do Ziemi’, ekolodzy zaczęli działać w porozumieniu z przeciwnikami wojny w Wietnamie. Wielu z tych ludzi , żyjących poza społeczeństwem, podejmowało działania według coraz bardziej radykalnych teorii, np. głębokiej ekologii. Także ekolodzy z głównego prądu ochrony środowiska przejawiali swą determinację,  w 1973 roku poprawkę do konstytucji o ochronie gatunków zagrożonych, oraz podpisaniem w 1975 Konwencji o międzynarodowym handlu dzikimi zwierzętami i roślinami gatunków zagrożonych wyginięciem, czyli tzw. konwencji waszyngtońskiej (ang. CITES)

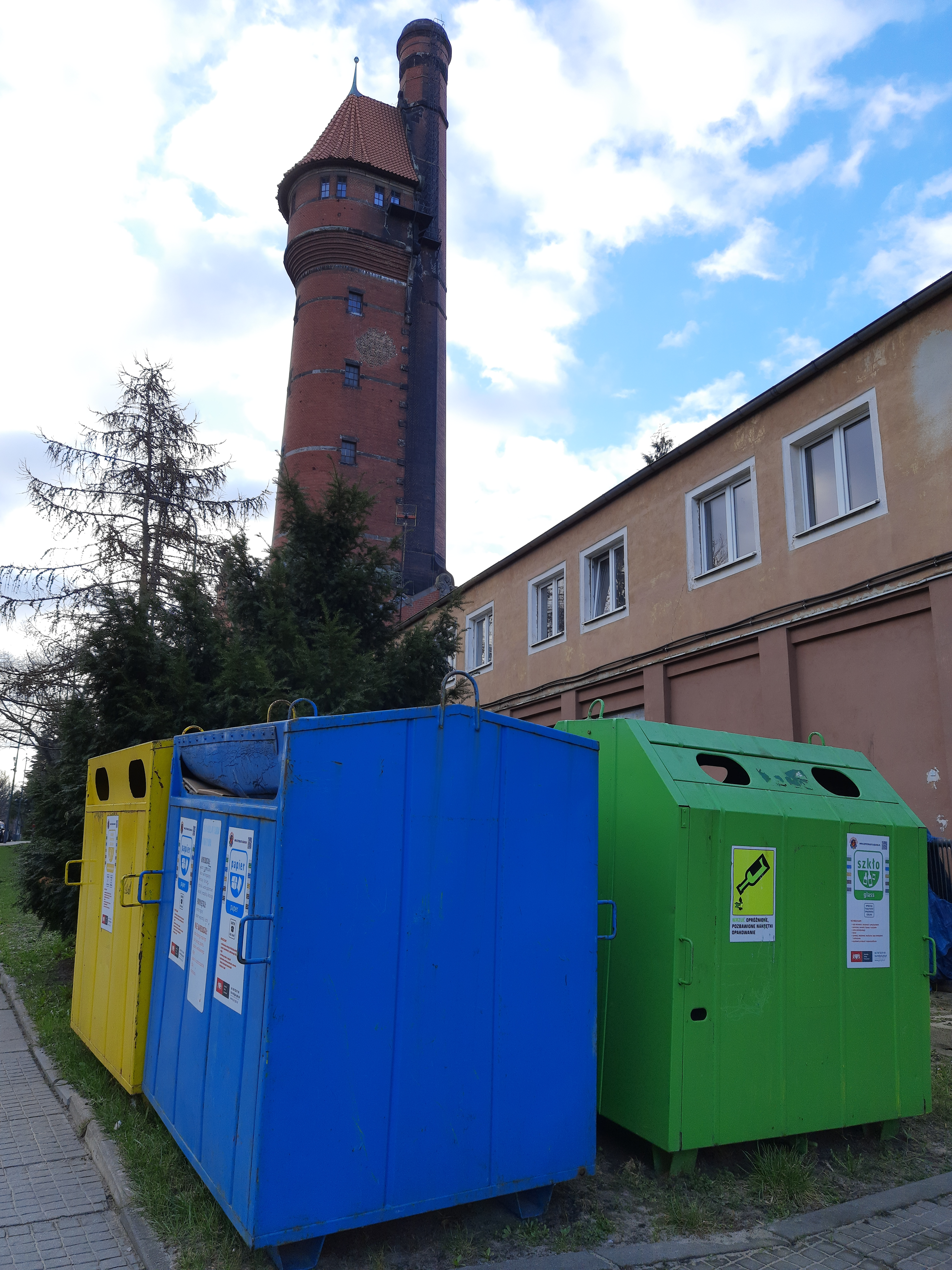
Kontenery gniazdowe do selektywnej zbiórki odpadów na terenie Politechniki Gdańskiej

W 1979 roku były pracownik NASA, naukowiec James Lovelock, opublikował swoją książkę „Gaja: nowe spojrzenie na życie ziemskie”, w której sformułował tzw. Hipotezę Gai. Według niej życie na Ziemi to sprawnie funkcjonujący organizm, który będzie istniał bez względu na poczynania ludzi. Teoria ta stała się podwaliną dla ideologii głębokiej ekologii.
W roku 2012 amerykańscy eksperci przystąpili w Wietnamie do oczyszczania gleby, skażonej osławionym defoliantem Agent Orange, używanym przez siły USA podczas wojny wietnamskiej (1965-73).
Ochrona środowiska stanęła także w obliczu problemu globalnego ocieplenia, oraz rozwijającej się w dynamicznym tempie inżynierii genetycznej.

## Ruch na rzecz ochrony środowiska
Ruch na rzecz ochrony środowiska (obejmujący również partie zielonych) łączy w sobie jednocześnie cechy ruchu naukowego, społecznego oraz politycznego. Zwolennicy działań na rzecz ochrony środowiska naturalnego  propagują gospodarowanie zasobami naturalnymi zgodnie z zasadą zrównoważonego rozwoju oraz ochronę (a w niektórych przypadkach również odnowę) środowiska naturalnego. Członkowie tego ruchu  starają się zmieniać politykę publiczną oraz podejście ludzi do kwestii ochrony środowiska. Według założeń tego ruchu, ludzkość jest częścią ekosystemu, dlatego też ruch ten skupia się wokół ekologii, zdrowia oraz praw człowieka. Ponadto na przestrzeni lat zaczęto łączyć również aspekty religijne z ochroną środowiska. Ruch ten reprezentowany jest przez wiele organizacji, począwszy od tych na dużą skalę, a kończąc na zwykłych ludziach. Jednak liczba zdeklarowanych działaczy jest nadal mniejsza  niż w innych ruchach społecznych. Ponadto silne i często odmienne przekonania powodują, iż ruch ten nie jest całkowicie jednolity.

## Organizacje i konferencje na rzecz ochrony środowiska
Organizacje ekologiczne mogą być globalne, regionalne, państwowe, lub lokalne. Mogą być kierowane przez rząd, bądź prywatne organizacje obywatelskie (NGO). Niektóre organizacje na rzecz ochrony środowiska, wśród nich Natural Resources Defense Council (Ministerstwo Ochrony Zasobów Naturalnych) i Environmental Defense Fund (Narodowy Fundusz Ochrony Środowiska w USA), zajmują się wytaczaniem procesów sądowych. Inne grupy dbające o środowisko naturalne, jak na przykład Przyjaciele Ziemi, rozpowszechniają informacje, biorą udział w publicznych posiedzeniach, przeprowadzają kampanie, organizują demonstracje i kupują ziemie pod ochronę. Mniejsze grupy, w tym Wildlife Conservation International (Światowa Organizacja na Rzecz Dzikiej Przyrody w USA), prowadzą badania naukowe nad zagrożonymi gatunkami i ekosystemami. Bardziej radykalne organizacje , jak Greenpeace czy Earth Liberation Front (Front Wyzwolenia Ziemi) używają bezpośrednich metod, by przeciwdziałać aktom zanieczyszczania środowiska. Podczas gdy Greenpeace popiera konfrontacje bez użycia przemocy, podziemny Front Wyzwolenia Ziemi propaguje potajemne niszczenie własności, uwalnianie więzionych lub zagrożonych zwierząt i dopuszcza się innych aktów sabotażu.
Sprawa ochrony środowiska była również tematem Konferencji Organizacji Narodów Zjednoczonych, która odbyła się w 1972 roku w Sztokholmie. Wzięło w niej udział 114 państw. Powołano wtedy Program Narodów Zjednoczonych do spraw Ochrony Środowiska (UNEP). Zorganizowano również Konferencję Narodów Zjednoczonych na temat Środowiska i Rozwoju (Szczyt Ziemi 1992). Do pozostałych organizacji międzynarodowych, wspierających założenia polityki ochrony środowiska zaliczamy Europejską Agencję Środowiska i Międzyrządowy Zespół do spraw Zmian Klimatu.

## Ochrona środowiska w kulturze

### Książki
Literatura faktu:
- Aldo Leopold „Zapiski z Piaszczystej Krainy” (1949)
- Rachel Carson „Milcząca wiosna” (1962)
- Henry David Thoreau „Walden, czyli życie w lesie” (1854)

### Muzyka
Od lat 60. dwudziestego wieku temat ochrony środowiska wielokrotnie pojawiał się w tekstach piosenek. Niedawno powstała nowa wytwórnia płytowa we współpracy z Warner Music, która poprzez swoje działania promuje ochronę środowiska. Wytwórnia Green Label Records używa przy produkcji płyt CD papieru ulegającemu biodegradacji, przeznacza swoje dochody ze sprzedaży płyt na organizacje ekologiczne oraz planuje trasy koncertowe, wykorzystując paliwa alternatywne. Wytwórnia rozbudza świadomość ekologiczną wśród artystów i fanów muzyki w całej Ameryce Północnej.

### Film i telewizja
W ostatnich dwudziestu latach filmy o tematyce ekologicznej wyprodukowane przez wielkie studia filmowe z Hollywood okazały się komercyjnym sukcesem . Od 1991 roku Environmental Media Association (organizacja promująca ochronę środowiska poprzez media, działająca od 1989 w Stanach Zjednoczonych) przyznaje nagrody dla najlepszych filmów i seriali telewizyjnych niosących przesłanie o ekologii.
Filmy o tematyce ochrony środowiska:
- Baraka (1992)
- S.O.S. Ziemia! (2009)
- Dolina paproci (1992)
- Erin Brockovich (2000)
- Niewygodna prawda (2006)
- Happy Feet: Tupot małych stóp (2006)
- Kapitan Planeta i Planetarianie, animowany serial telewizyjny Teda Turnera
- Wiele filmów animowanych Hayao Miyazaki m.in. Nausicaä z Doliny Wiatru, Księżniczka Mononoke (film ukazujący konflikt natury z technologią)
- Avatar (film ukazujący konflikt natury z technologią).
- Promised Land (2012, film ukazujący walkę z firmą wydobywczą gazu łupkowego).
- Wall E (2008, pokazuje przyszłość planety jeśli nie ograniczymy zużycia odpadów)